# Wohlfahrtia fedtschenkoi
Wohlfahrtia fedtschenkoi är en tvåvingeart som beskrevs av Boris Borisovitsch Rohdendorf 1956. Wohlfahrtia fedtschenkoi ingår i släktet Wohlfahrtia och familjen köttflugor.
Artens utbredningsområde är Turkmenistan. Inga underarter finns listade i Catalogue of Life.